# Gliese 832c
Gliese 832c war ein bekanntgegebener Exoplanet um den rund 16 Lichtjahre von der Sonne entfernten Roten Zwerg Gliese 832, der im Jahr 2014 veröffentlicht wurde. Eine Studie im Jahr 2022 kam jedoch zum Schluss, dass der mutmaßliche Planet ein Artefakt stellarer Aktivität war. Er hätte sich in der habitablen Zone seines Zentralsterns befunden.

## Veröffentlichung und vermeintliche Eigenschaften
Der Exoplanet wurde 2014 von einem Team um den australischen Astronomen Robert A. Wittenmeyer von der University of New South Wales mittels der Radialgeschwindigkeitsmethode veröffentlicht. Der Planet wäre der zweite gewesen, der Gliese 832 umkreist, neben dem bereits 2008 entdeckten und weiter außen umlaufenden jupiterähnlichen Planeten Gliese 832b.

### Eigenschaften
Gliese 832c hätte eine Mindestmasse von rund 5,4 Erdmassen gehabt und wäre als Supererde eingestuft worden. Der Planet hätte seinen Zentralstern in nahezu 36 Tagen auf einer leicht exzentrischen Bahn umkreist, die teilweise an der inneren Begrenzung der habitablen Zone von Gliese 832 verläuft. Trotz der weitaus größeren Nähe der Umlaufbahn zum Stern, verglichen mit der Bahn der Erde im Sonnensystem, empfinge er in etwa die gleiche Strahlungsenergie, da Gliese 832 ein leuchtschwacher Roter Zwerg ist. Auf Gliese 832c hätten erdähnliche Temperaturen herrschen können, die allerdings großen jahreszeitlichen Schwankungen unterliegen dürften.